# SLAM BR - Campeonato Brasileiro de Poesia Falada
SLAM BR - Campeonato Brasileiro de Poesia Falada é um poetry slam disputado anualmente em São Paulo, reunindo slammers de todo o Brasil.

## Histórico
A primeira edição foi promovida em 2014 pela companhia de teatro hip-hop Núcleo Bartolomeu de Depoimentos e organizada por Roberta Estrela D'Alva, também curadora do Rio Poetry Slam. A competição reuniu participantes de São Paulo, Minas Gerais e Rio de Janeiro. Em 2016, eram 29 competidores, de cinco estados. Em 2022, pela primeira vez, a competição foi realizada no Rio de Janeiro. 

## Regras
Participam da competição os vencedores de slams realizados durante o ano em todo o país. Para garantir o direito de classificar seu vencedor, o slam deve ter promovido pelo menos seis edições e mais uma final em que os seis vencedores disputem o título. O mesmo poeta pode vencer mais de um slam e acumular a vaga, desde que as vitórias tenham sido conquistadas com poemas diferentes
O vencedor representa o Brasil na Copa do Mundo de Slam, disputada em Paris.

## Vencedores
| Ano  | Vencedor       | Estado         |
| ---- | -------------- | -------------- |
| 2014 | João Paiva     | Minas Gerais   |
| 2015 | Lucas Afonso   | São Paulo      |
| 2016 | Luz Ribeiro    | [ 10 ]         |
| 2017 | Bell Puã       | [ 11 ]         |
| 2018 | Pieta Poeta    | [ 12 ]         |
| 2019 | Kimani         | [ 13 ]         |
| 2020 | Jéssica Campos | [ 13 ]         |
| 2021 | Joice Zau      | Pernambuco     |
| 2022 | OCotta!        | Rio de Janeiro |
| 2023 | King Abraba    | [ 13 ]         |